# フィルマー
フィルマー (ドイツ語: Villmar) は、ドイツ連邦共和国ヘッセン州ギーセン行政管区のリムブルク＝ヴァイルブルク郡に属す市場町である。この町は、いわゆる「ラーン大理石」の採掘、加工の中心地である。

## 地理

### 位置
フィルマーは、リムブルクの東約 10 km の、ヴェスターヴァルトとタウヌス山地の間のラーンタール（ラーン川の谷）に位置している。自然環境上、町域南西部はリムブルク盆地の東部（フィルマー盆地）を含む。そのあたりはほぼ平坦で、高度 160 - 180 m、幅 2 -3 km の西に開けた台地で、狭く曲がりくねったラーン川の谷は、約 50 m の深さに切れ込んでいる。温暖な気候と広く肥沃な黄土ローム質の土壌により、ここでは主に集約的な農耕に利用されている。その北側は、やや高い位置 (220 - 260 m) にヴァイルブルガー・ラーンタールやガウデルンバッハ台地のある森の豊かなヴァイルブルガー・ラーンタール地域で、ここでは点在する黄土の土地で農業が営まれている。南東部は、やはり深い森に覆われた東ヒンタータウヌス北西部（ラングヘッカー・ラーンタウヌス）へと上る。ここは遠くから望むことができるリムブルク盆地に向かう最も西の前承知としてフィルマラー・ガルゲンベルク (277 m) がある。町域の最高地点 (332 m) はラングヘッケ地区の南東に位置し、最低地点 (114 m) は西のルンケルとの町境のラーン川が形成している。

### 地質学
地質学上ラーン盆地に属すフィルマーはデボン紀中期の鉱物資源（銀、鉄鉱石、スレート、石灰岩）が豊かである。研磨可能な石灰石の塊（「ラーン大理石」と呼ばれる）はサンゴ礁由来の石灰岩で、特に経済的に重要である。建築資材としてはこのリーフ石灰岩の他に、「シャルシュタイン」と呼ばれる緑がかった輝緑岩が多く用いられた（たとえば、市壁、司祭館、古い建物地下倉庫など）。より新しい第三紀の堆積物は、これに比べて重要度が低く、ヴィルマラー・ガルゲンベルク地域では少量の砂や礫が散発的に産出するだけである。第三紀の火山活動は、ファルケンバッハ、ゼールバッハ、ヴァイヤー付近での玄武岩の産出をかつてもたらしたが、現在では採掘は中止されている。

### 隣接する市町村
フィルマーは、北西はルンケル、北東はヴァインバッハ、東はヴァイルミュンスター、南はゼルタースおよびブレヒェン、西はリムブルク・アン・デア・ラーンと境を接している（いずれもリムブルク＝ヴァイルブルク郡）。

### 自治体の構成
この市場町は、アウメナウ、ファルケンバッハ、ラングヘック、ゼールバッハ、フィルマー、ヴァイヤーの各地区からなる。

## 歴史
首邑のフィルマーは、1053年に初めて記録されている。これは皇帝ハインリヒ3世がトリーアの聖マティアス修道院にフィルマー王領を寄進する文書である。特に重要なのは、この文書中に既に領邦君主の権利に匹敵する世俗の守護代官の権利が改竄されて組み込まれていることである。この修道院は、1154年にトリーア選帝侯ヒリンからフィルマーの教会に対する所有権を認められ、十分の一税納入を義務づけられた14の集落のリストを作成した。この中に現在この町の一部となっているゼールバッハ、アウメナウ、ヴァイヤーが記されている。おそらくこの年に、1054年にまで遡るオリジナル文書の改竄が行われ、代官権と司祭区の拡大、さらにそれに伴う十分の一税徴収範囲の拡大が行われたと考えられる。アウメナウ集落とヴァイヤー集落は8世紀にはすでに文書に記録されているが、ファルケンバッハとラングヘックの初出は13世紀および14世紀であった。しかし、他の文書から間接的に、独立したフィルマー教区は910年以前に成立していたことが推測される。地名のフィルマーは、この集落の起源がフランク時代以前であることを意味している。
1166年に、少し前にコブレンツから移り住んだトリーア選帝侯のミニステリアーレの一家が「フォン・フィルマー」家を初めて公式に名乗った。その後もこの家門には「フォン・コブレンツ」という表記がなされることもあったが、13世紀からはフィルマーにちなんだ名前が用いられた。この一門の紋章には赤-白の四分割または市松模様が用いられた。この家門は14世紀からハーダマルに分家が成立した。この家門はフィルマーおよびリムブルク周辺、モンタバウアー周辺、ラインガウのデルケンハイム城周辺およびヴェッテラウ内に所領を有していたことが証明されている。この家門は1428年に断絶した。
13世紀からイーゼンブルク家の伯が代官として現れた。その家臣にフィルマー家を名乗る者もいた。現在ルンケルの市区となっているアルフルトを含むフィルマー地域に対する支配権はその後ディーツ・ガウの伯に、1366年以後はツェント・アウメナウの権利継承者としてヴィート＝ルンケル伯が有した。13世紀以降にはフィルマーの高権を得ようとするトリーア選帝侯の画策も証明されている。1346年、フィルマーはトリーア選帝侯バルドゥイン・フォン・ルクセンブルクの推薦により都市権を獲得した。これはフィルマーを支配下に取り込もうとするトリーア選帝侯の狙いと結びついていた。しかし、1359年のトリーア選帝侯によるフィルマー征服は防衛施設を破壊したにもかかわらず最終的に成功しなかった。これはその法的根拠がなかったためであった。フィルマー代官との紛争は、フィリップ・フォン・イーゼンブルクがフィルマー近郊に建設したグレーテンシュタイン城が、1360年にトリーアの司教補佐クーノ2世フォン・ファルケンシュタインによって破壊されたことでピークに達した。15世紀から16世紀にはさらにゾルムス家がこの地域を支配した。1536年に町の大部分が火災により失われた。紛糾していた領邦の所属については、聖マティアス修道院の合意を得て、1565年にイーゼンブルク＝ビュディング家およびゾルムス＝ミュンツェンベルク家が 14,000フランクフルト・グルデンで代官権をトリーア選帝侯に売却したことで解決した。トリーア選帝侯はさらに、ヴィート＝ルンケル伯がフィルマー＝アルフルト地域の高権を放棄し、この地域をトリーア選帝侯の行政管轄下に置くことを、1596年に伯との間で合意した。これは宗教上の所属に関して次の結果をもたらした。すなわち、フィルマー（およびアルフルト）が宗教上の背景および世俗の高権において宗教改革の影響を受けなかったのに対して、ヴィート伯領のゼールバッハ、ファルケンバッハ、アウメナウ、ヴァイヤーは、1562年からまずルター派に、1587年/1588年からカルヴァン主義に改宗した。ただし地主としての修道院の収入は、教会十分の一税を含め、1803年まで影響を受けることはなかった。

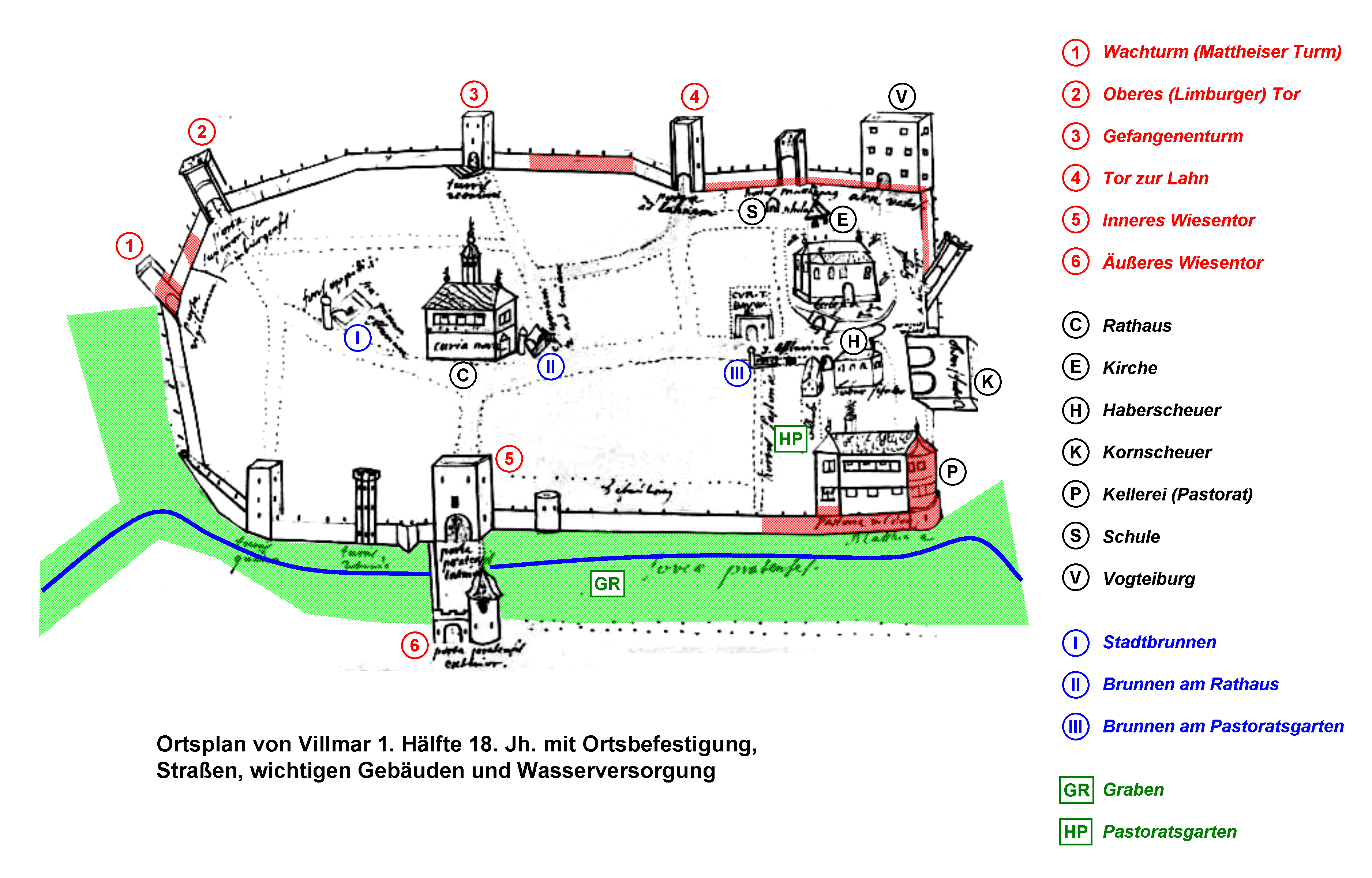
18世紀初めのフィルマー市街地図

選帝侯領および神聖ローマ帝国の解体後、フィルマーは1806年から新たに成立したナッサウ公国に属した。1848年の解放運動は、フィルマーのカトリック信者が再び何十年にもわたってマリア・ヒルフ・ベーゼリヒ巡礼礼拝堂への巡礼を行い、そこで力強く自らの信仰を公言する権利をもたらした。この公国は1866年にプロイセン王国に併合された。第二次世界大戦後、フィルマーは1946年に新設されたヘッセン州の一部となった。
この町は、1861年2月18日の壊滅的な火災によって荒廃した。ナッサウ火災保険金庫の見積もりによれば、被害額は 117,175グルデンで、これは1861年の公国全体の被害額の 2/3 に相当した。
1862年に新たに建設されたラーンタール鉄道のフィルマー駅が開業した。しかし駅はラーン川の対岸にあり、フェリーやボートを使わなければ往来できなかった。すでに何世紀も前から何度も橋の建設が必要とされていた。多くの大理石加工業者がラーン川の対岸、駅の近くで営業していた。同じく19世紀の川の浚渫により、それまでフィルマーの農民が農場へ行き来するのに使っていた渡渉地が破壊された。1886年に議会は橋の建設を決定した。しかし建設工事が始まったのは1894年になってからであった。翌年11月に橋は開通した。1944年12月12日、この橋を狙った連合国軍の空爆がわずかに外れ、橋ではなく旅館を破壊した。しかし、おそらく実際の攻撃目標は、ラーンタール橋であった。
1945年6月23日、故郷を逐われた人々の第一陣がフィルマーに現れた。1946年には、以前国防軍が「ユーバー・ラーン」採石場に造らせた兵舎に約500人の難民が一時的に収容された。収容所の責任者に任命されたリムブルク郡当局のアウグスト・ファルクは、1933年以前にフィルマーの町長を務めていた人物であった。1946年2月8日に大規模な輸送手段によりヴァイルブルクに到着した1,200人のズデーテン地方からの難民の一部がこの収容所に収容された。この年の12月、この収容所に収容されていたのは約50人であった。遅くとも1947年1月以降、この収容所は利用されなくなっていた。フィルマー自体は、戦後約550人の難民を受け容れた。

### 地域再編
ヘッセン州の地域再編に伴い、フィルマー、ファルケンバッハ、ラングヘッケ、ゼールバッハが1970年12月31日に自由意思に基づいて合併し、新たな自治体フィルマーが形成された。1971年2月1日、フィルマーはされにアウメナウと合併し、新たな自治体フィルマーに再編された。1971年12月31日にヴァイヤー（当時はオーバーラーン郡の独立した町村であった）がフィルマーに合併した。ヴァイヤーは2002年に「マルクトフレッケン」（市場町）の呼称権をフィルマーに譲渡した。ヘッセン自治体法に基づくオルツベツィルク（管理地区）は設けられなかった。

### 領邦・行政体の変遷
以下のリストは、フィルマーの属した領邦および行政体を概観するものである。
- 1053年以前: 神聖ローマ帝国フィルマー王領（東フランク帝国直轄地）
- 1053年以降: 神聖ローマ帝国ラーンガウの聖マティアス修道院（ドイツ語版、英語版）（トリーア）の所領
- 1596年以降: 神聖ローマ帝国トリーア選帝侯領、ウンテレス・エルツシュティフト、アムト・フィルマー（後にアムト・リムブルク）
- 1803年依然: 神聖ローマ帝国トリーア選帝侯領、ウンテレス・エルツシュティフト、アムト・リムブルク、ゲリヒト・フィルマー
- 1803年以降: 神聖ローマ帝国ナッサウ＝ヴァイルブルク家（帝国代表者会議主要決議による）アムト・リムブルク
- 1806年以降: ナッサウ公国アムト・リムブルク
- 1816年以降: ドイツ連邦ナッサウ公国アムト・ルンケル
- 1849年以降: ドイツ連邦ナッサウ公国クライスアムト・リムブルク
- 1854年以降: ドイツ連邦ナッサウ公国アムト・ルンケル
- 1867年以降: 北ドイツ連邦プロイセン王国ヘッセン＝ナッサウ州（ドイツ語版、英語版）ヴィースバーデン県オーバーラーン郡
- 1871年以降: ドイツ国プロイセン王国ヘッセン＝ナッサウ州ヴィースバーデン県オーバーラーン郡
- 1918年以降: ドイツ国プロイセン自由州ヘッセン＝ナッサウ州ヴィースバーデン県オーバーラーン郡
- 1944年以降: ドイツ国プロイセン自由州ナッサウ州ヴィースバーデン県オーバーラーン郡
- 1945年以降: アメリカ管理地区（ドイツ語版）グロース＝ヘッセン（ドイツ語版、英語版）、ヴィースバーデン行政管区オーバーラーン郡
- 1949年以降: ドイツ連邦共和国ヘッセン州ヴィースバーデン行政管区オーバーラーン郡
- 1968年以降: ドイツ連邦共和国ヘッセン州ダルムシュタット行政管区オーバーラーン郡
- 1974年以降: ドイツ連邦共和国ヘッセン州ダルムシュタット行政管区リムブルク＝ヴァイルブルク郡
- 1981年以降: ドイツ連邦共和国ヘッセン州ギーセン行政管区リムブルク＝ヴァイルブルク郡

## 住民

### 人口構成
Zensus 2011 の結果によれば、2011年5月9日時点でのフィルマーの人口は6,941人である。このうち 224人 (3.2 %) が外国人で、115人がEU加盟国、64人がEU以外のヨーロッパ国、45人がその他の外国人であった。戸数は2,947戸であった。このうち、797戸が単身世帯、790戸が子供のいない夫婦、1,039戸が子供いる夫婦、258戸が片親と子供の同居世帯、43戸が共同生活世帯であった。2,774人 (40.0 %) が福音主義、2,909人 (41.9 %) がカトリックを信仰していた。

### 宗教統計
- 1885年: 福音主義 81人 (3.90 %)、カトリック 1,927人 (92.78 %)、その他のキリスト教 7人 (0.34 %)、ユダヤ教 62人 (2.99 %)
- 1961年: 福音主義 219人 (7.93 %)、カトリック 2,521人 (91.31 %)[7]

## 行政

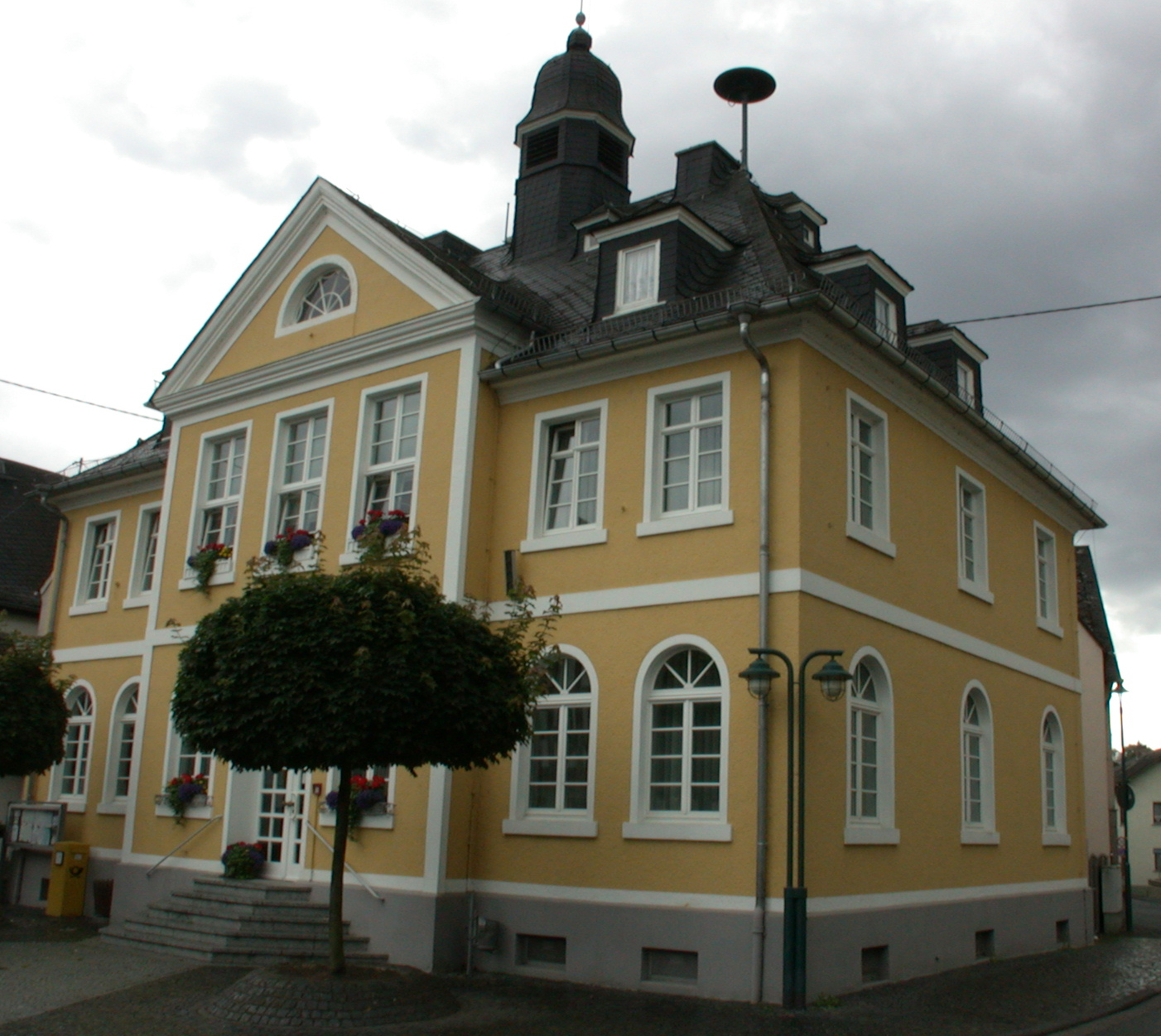
フィルマー市庁舎

### 議会

フィルマーの幟

フィルマーの議会は、31議席からなる。

### 紋章と旗

#### 紋章
図柄: 銀地に端まで貫く赤い十字。縦横の交点に黒い小楯。小楯の中は金のハルバードと銀の鍵とが斜め十字に配されている。
当時オーバーラーン郡に属してたフィルマーの紋章は、1970年6月12日にヘッセン内務省の認可を得た。デザインはバート・ナウハイムの紋章研究家ハイツ・リットによる。
この紋章は古い裁判印に起源を持ち、中世および近世のこの村の所有権・支配権の所在を表している。赤い十字は1596年から1806年までフィルマーの高権を有していたトリーア選帝侯の紋章である。鍵はフィルマー教区の守護聖人である聖ペトロを象徴している。ハルバード（本来は首切り斧）は、1053年から1802年までフィルマーの教会区と土地の所有権を有していたトリーアのベネディクト会聖マティアス修道院の守護聖人である聖マティアスの象徴である。

#### 旗
旗は紋章とともに1970年6月12日にヘッセン内務省の認可を得た。
図柄: 銀地（白地）に端まで貫く長く伸びた赤い十字。縦横の交点に黒い小楯。小楯の中は金（黄色）のハルバードと銀（白）の鍵とが斜め十字に配されている。
フィルマーは、地域再編後、1983年6月12日に改めてこの紋章と旗の認可を受けた。

### 姉妹都市
- クラーリーキ（チェコ語版、英語版）（チェコ、パルドゥビツェ州）2011年[14]

## 文化と見所

### 見所

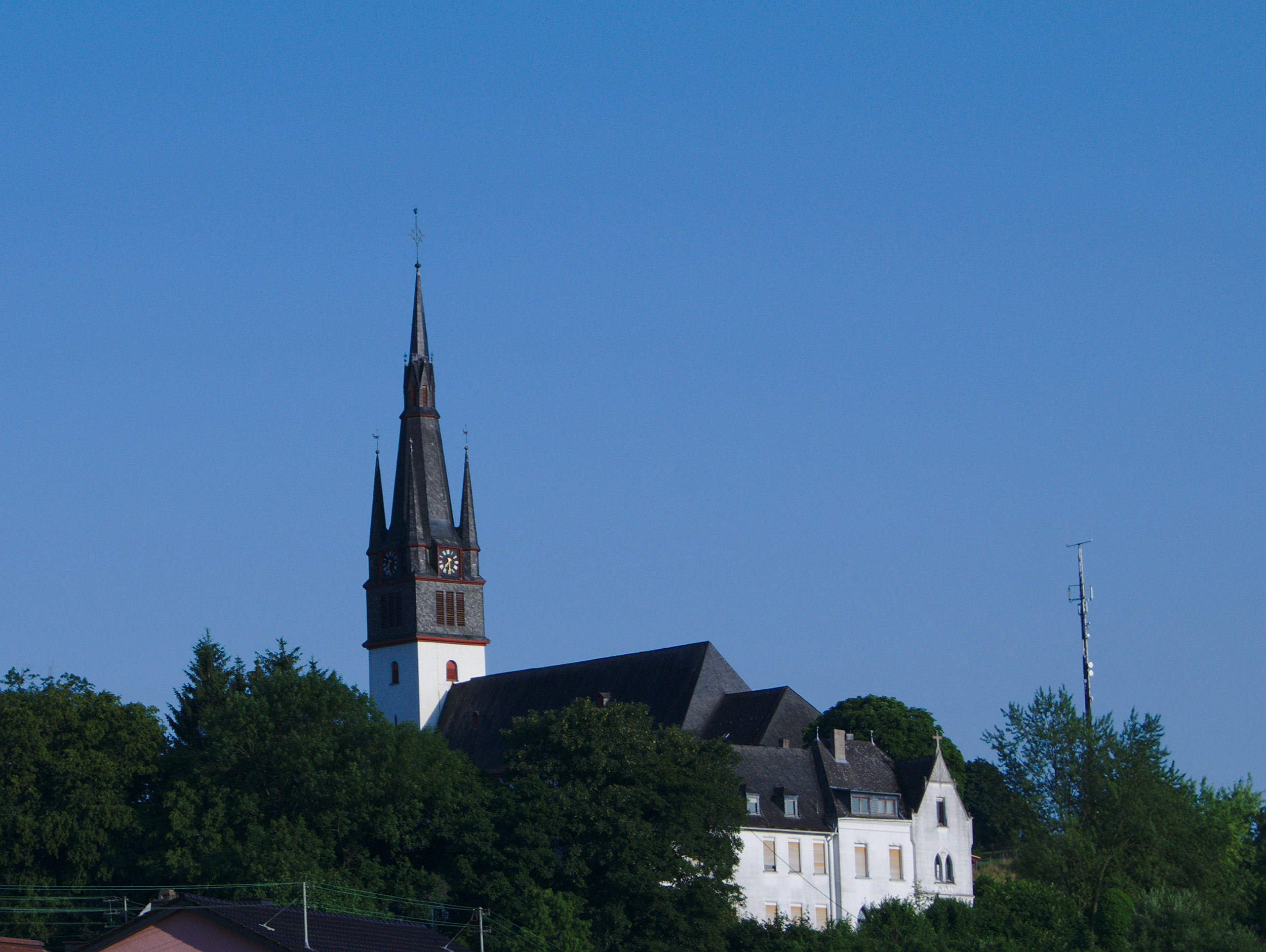
聖ペーターおよびパウル教会

#### 教区教会聖ペーターおよびパウル教会
この教会は、1746年から1749年に、チロル出身でボッパルトで活動していたトーマス・ノイロールの監督下で、1292年に「バシリカ」と呼ばれていた後期ロマネスク様式の教会のあった場所に建設された。この教会は控え壁と交差ヴォールトをもつ柱間5間の大きなザールキルヒェである。やや狭い内陣室は、塔の東に位置している。塔の頂部は、1885年の落雷後に、ネオゴシック様式で建造された。内部にはハーダマルの彫刻家（ヨハン・テュービンガー、ヤーコプ・ウィース）の後期バロック様式の豪華な調度（1760年 - 1764年）や、18世紀から19世紀の地元のラーン大理石作品が配置されている。現在のバロック様式の「ヤコブの祭壇」は、1491年にすでに「ヤコブおよびマティアスの祭壇」として記録されている。
1957年にヴィースバーデンの建築家パウル・ヨハンブロアーによって内陣を西に向かって拡張する工事が行われた。現在この教会は、2階席を含めて500人の信者を収容する会衆席を有している。儀式用祭壇とフランス産石灰岩で造られた朗読壇は1980年代から1990年代にフィルマーの彫刻家ヴァルター・シュミットによって芸術的に設えられた。1988年から1989年の修復の際、2階席の下の後ろ壁の前に2基の新しい礼拝堂が創られた。ここには15世紀末の磔刑群像と十字架の道行きの像が収められている。ここには、ラーン大理石製のコミュニケーション・ベンチ（内陣をもある。オルガンは1754年/1755年にヨハン・クリスティアン・ケーラー（フランクフルト）によって建設されたもので、何度かの改良（1885年/86年 リムブルクのケラー兄弟、1932年、1976年 ボンのヨハネス・クライス）がなされ、2つの手鍵盤と脚鍵盤、27のストップを有している。また、バロック時代の前面管が保持されている。

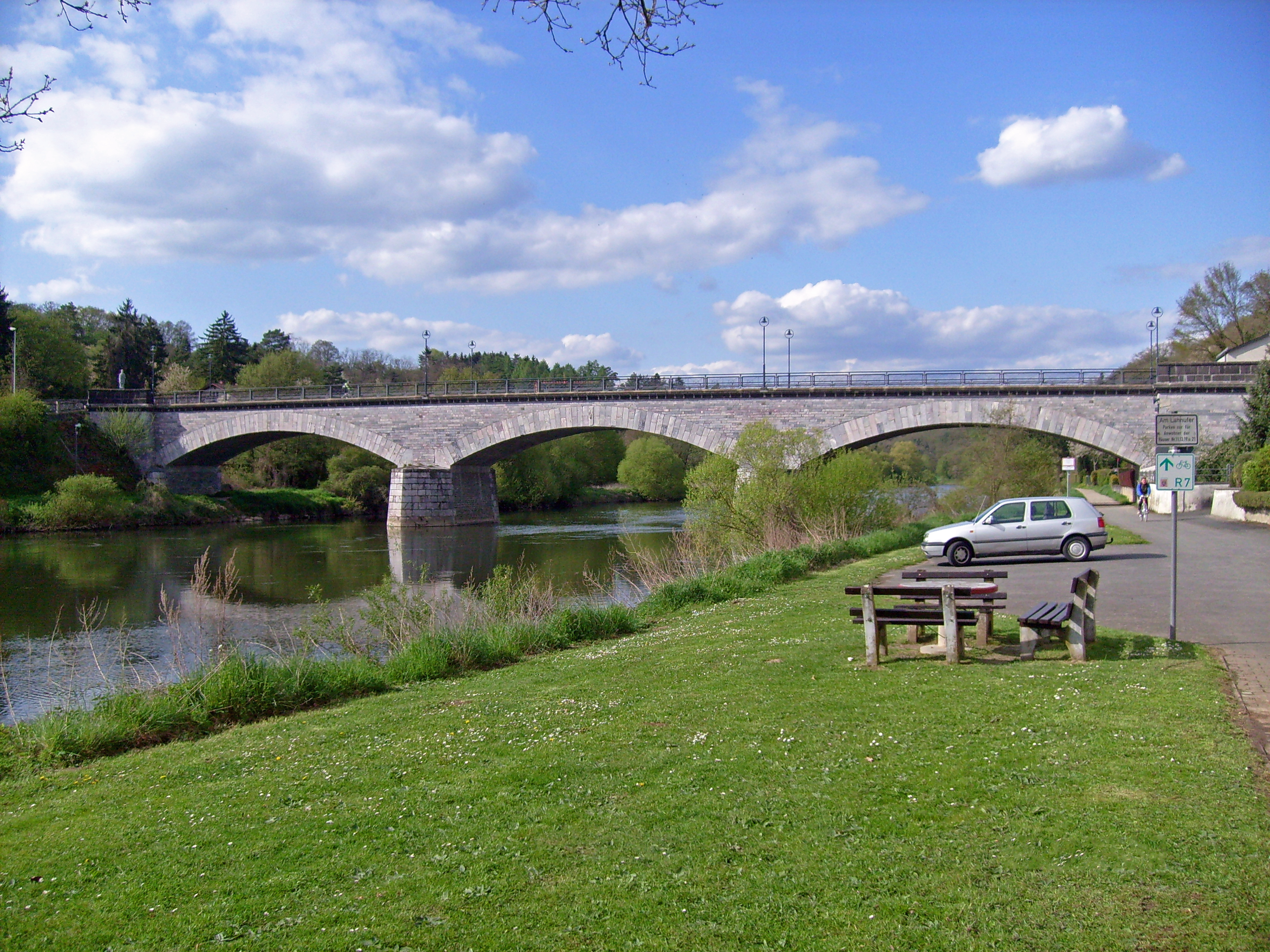
ラーン川に架かる大理石の橋

#### ラーン大理石
- ラーン川に架かる大理石の橋。1894/95年建造。2本の橋脚と橋台とをつなぐ 3つのアーチの幅はそれぞれ 21.5 m である。橋脚とアーチは堅牢に削られたラーン大理石のブロックで造られており、側面は様々な種類のラーン大理石や装飾石で仕上げられている。この種のものとしてはドイツでも傑出した作品であるこの橋は1985年に技術文化財に指定された。
- 自然文化財「ウニカ採石場」は閉山となった大理石の採石場で、その中心部分は3億8千万年前のデボン紀中期の化石化したサンゴ礁で構成されている。
- ラーン大理石博物館はデボン紀のトロピカルなサンゴ礁におけるラーン大理石の成り立ち、周辺の数多くの採石場における採掘の歴史と技術、世界中の建物や芸術作品におけるラーン大理石の使用を紹介している。この博物館は2016年からフィルマー駅前の目を惹く新しい建物に入居している。そのすぐ近くにはウニカ採石場のジオトープ（ドイツ語版、英語版）が存在する。
- プファルガルテンの1728年製の泉。2012/13年に修復された。
- 市庁舎前の1827年製の泉。1987年に修復され、現在の場所に移された。19世紀に創られたかつての3つの大理石の泉のうち、もう一つがケルンのクプファーガッセの聖マリア教会前広場にある。
- ヴィースバーデン博物館にはラーン大理石の数多くの例が収蔵、展示されている。さらにヴィースバーデンの豪華な建造物の多くがラーン大理石で飾られている。
- フィルマラー・ラーンマルモール＝ヴェーク（直訳: フィルマーの大理石通り）は様々な種類の大理石の採掘や加工を紹介している。
- フィルマー産の大理石は、たとえばエンパイア・ステート・ビルディングなどに用いられた。

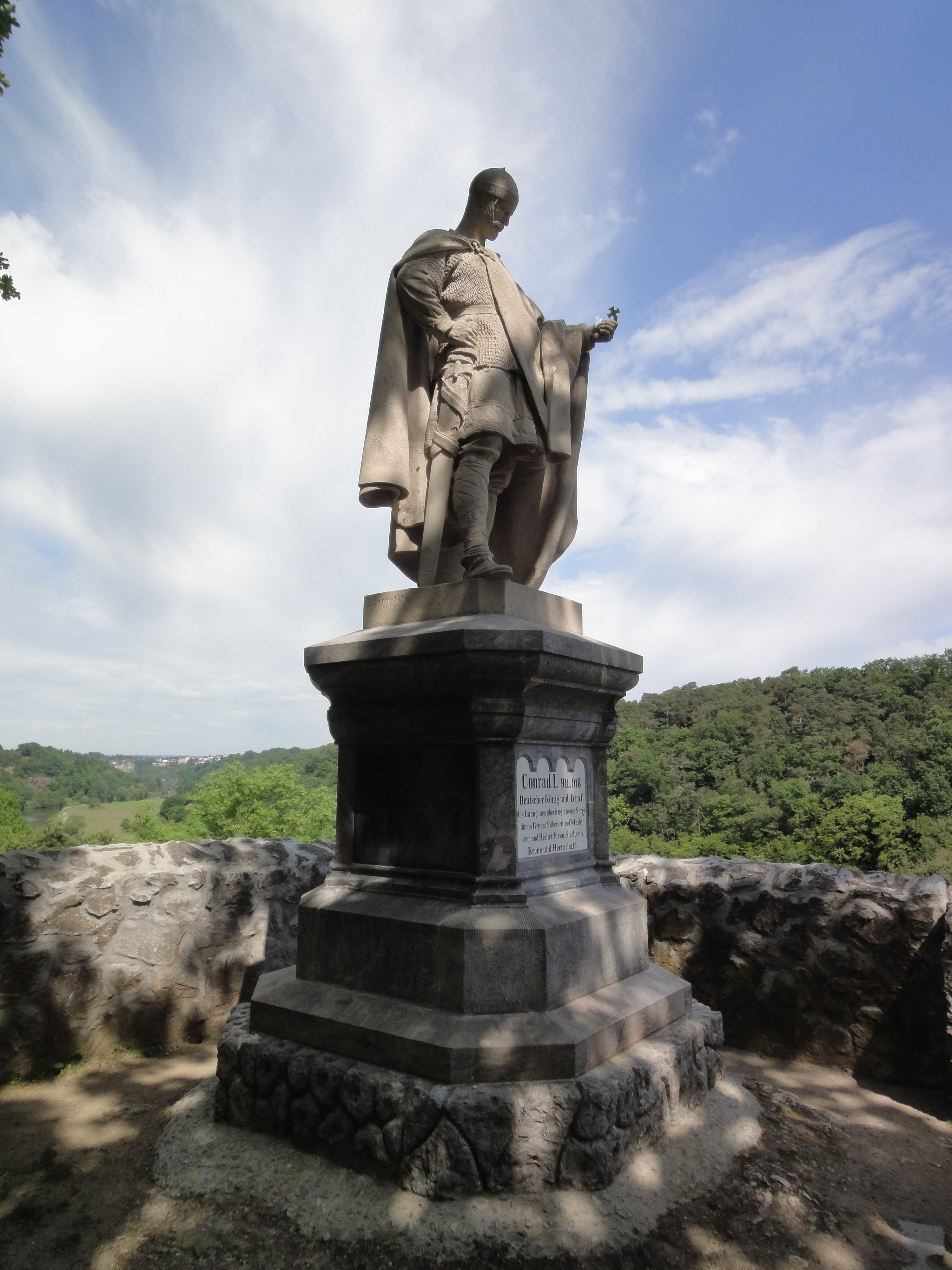
コンラート王記念碑

#### その他の見所
- コンラート王記念碑。1894年に東フランク王コンラート1世（在位: 911年 - 918年）の立像が、ラーン川をルンケル方面に下った左岸にあるデボン紀の巨大な石灰岩「ボーデンシュタイナー・ライ」の上に建立された。
- 都市防衛施設の遺構。1250年に初めて記録され19世紀初めまでこの町を囲んでいた市壁の遺構である。もともと3つの門と7つの塔を持つ防衛施設のうち、マテイザー門の基部とわずかな壁の跡が、特に旧ケラーライ（ワイン醸造所）付近に遺されている。ここには2つの保存状態の良いバロック様式のアーチ門（マティアス門とヴァレリウス門）がある。居住塔として13世紀に建設された代官の城は基礎壁でその姿をしのぶだけである。城と教会との間に位置するディング広場（18世紀の旧城塞広場、現在の旧墓地）には、代官が設けた裁判所があった。処刑場は町から約 2 km 南東のガルゲンベルク（直訳: 絞首台の山）にあった。ケラーライの建物は1890年に司教区建築官マックス・メッケルによって司祭館の新築に伴いイギリス風のネオゴシック様式に建て替えられた。この建物には以前の建物の塔が取り込まれている。
- ナトゥールフロインデハウス・ヴィルヘルムスミューレおよび、フィルマーとアウメナウとの間のラーンタールハウスは、1928年および1932年の新築以降利用されている。ここには休息と息抜きを求めて多くの著名な政治家や同士が滞在した。たとえば、第一次世界大戦後1918年にベルリンで最初のドイツの共和制樹立を宣言した社会民主主義者フィリップ・シャイデマンなどである。長年 SPDの党首を務めたエーリヒ・オレンハウアー、州都ヴィースバーデンの上級市長で一時的にヘッセン州議会の議長を務めたゲオルク・ブーフもここに滞在した。ラーンタールハウスで戦前に開催されたイベントで特筆すべきは「キンダーレプブリーケン」（直訳: 子供民主主義国）である。「規律、友情、連帯」をモットーの下、百人以上の参加者のテント場が設けられた。
- ラーン大理石博物館

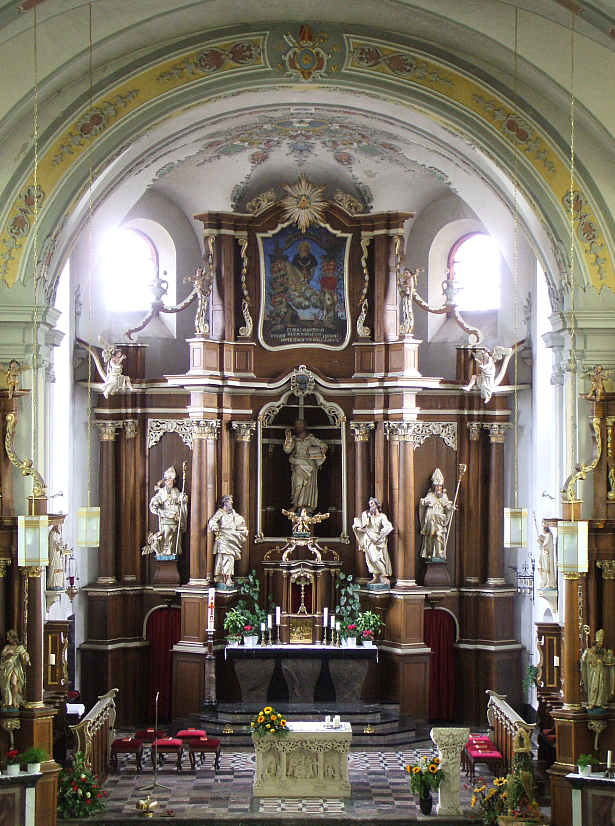
聖ペーターおよびパウル教会の主祭壇
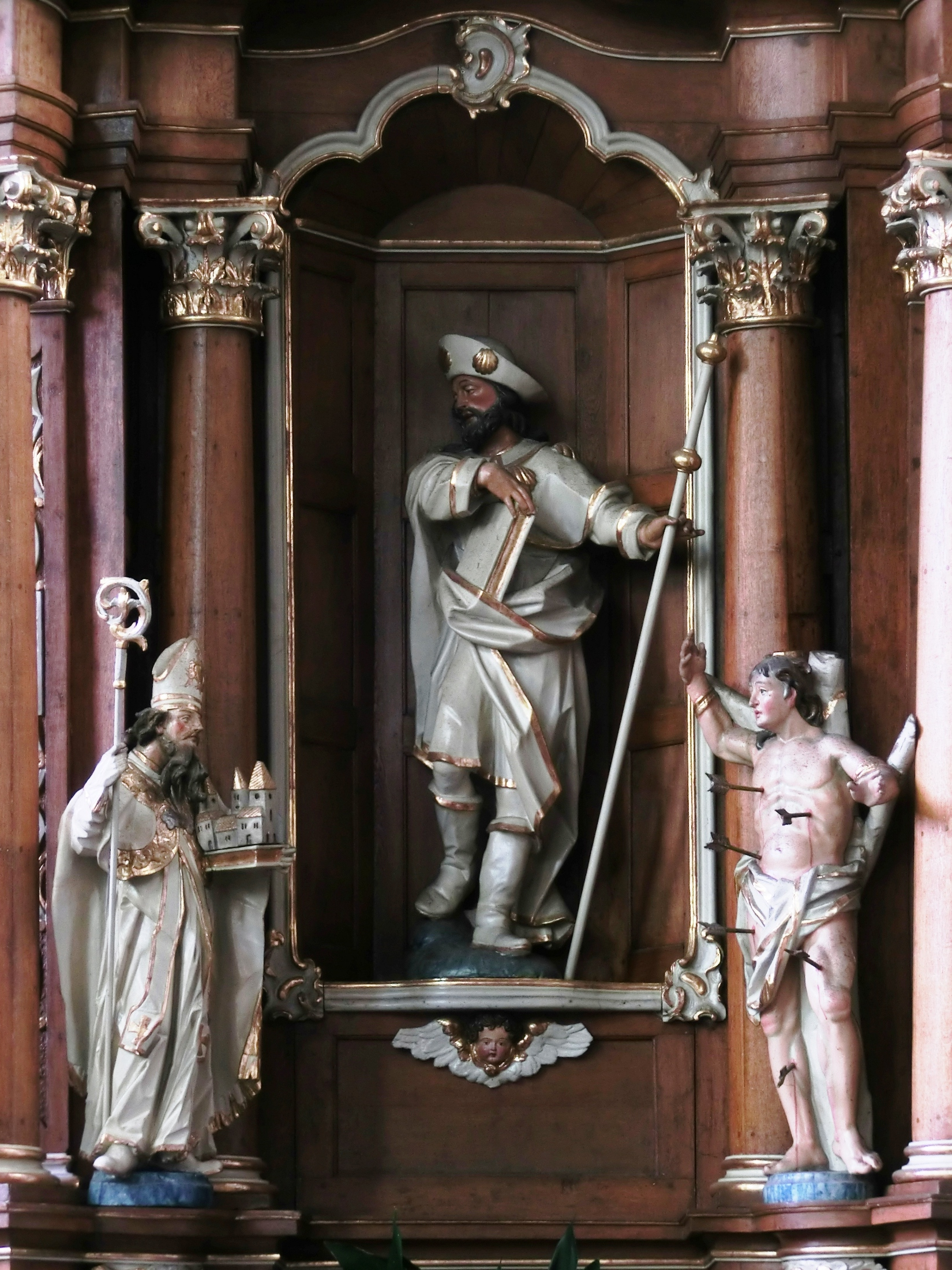
聖ペーターおよびパウル教会のヤコブの祭壇
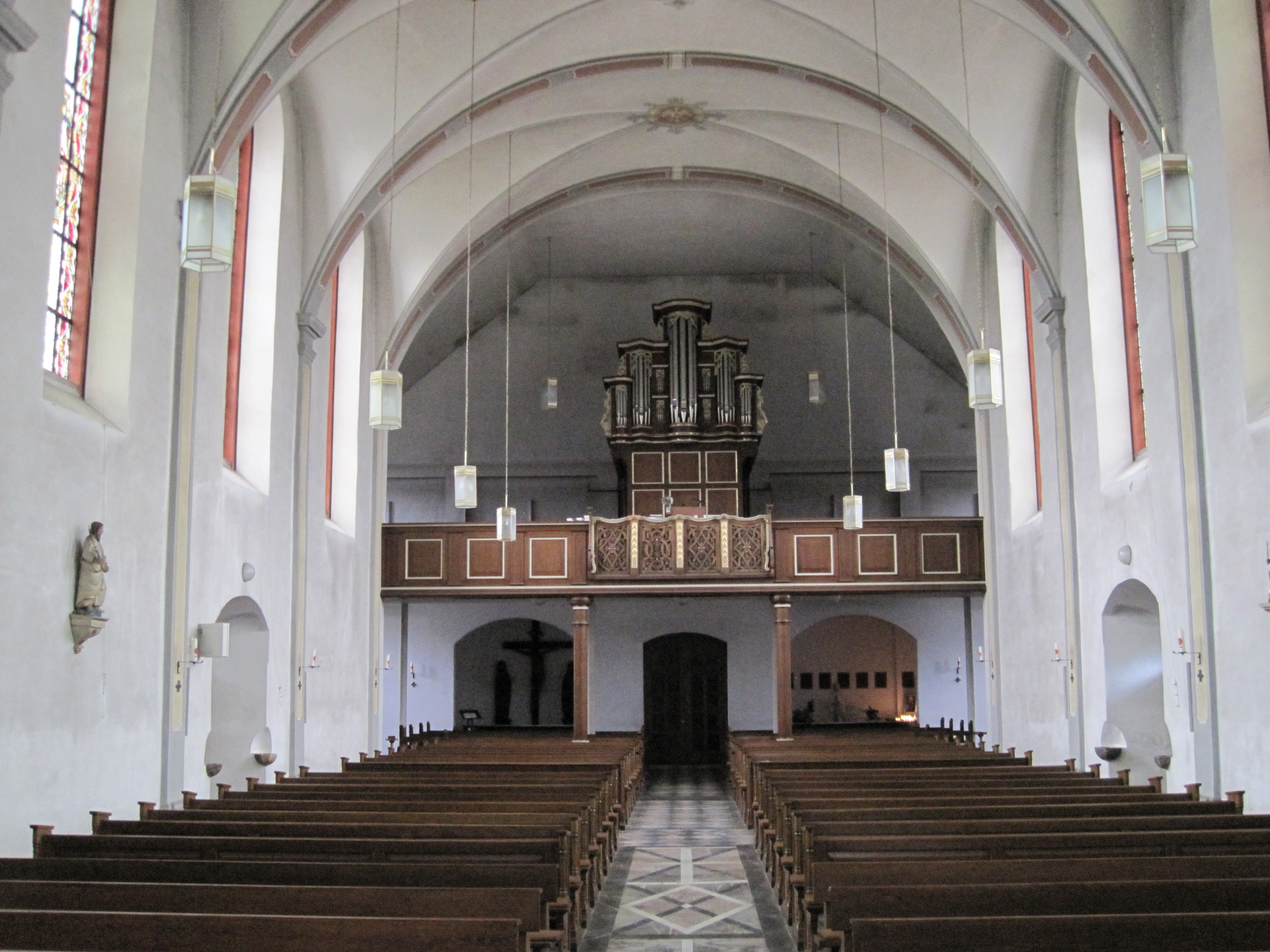
聖ペーターおよびパウル教会のオルガン
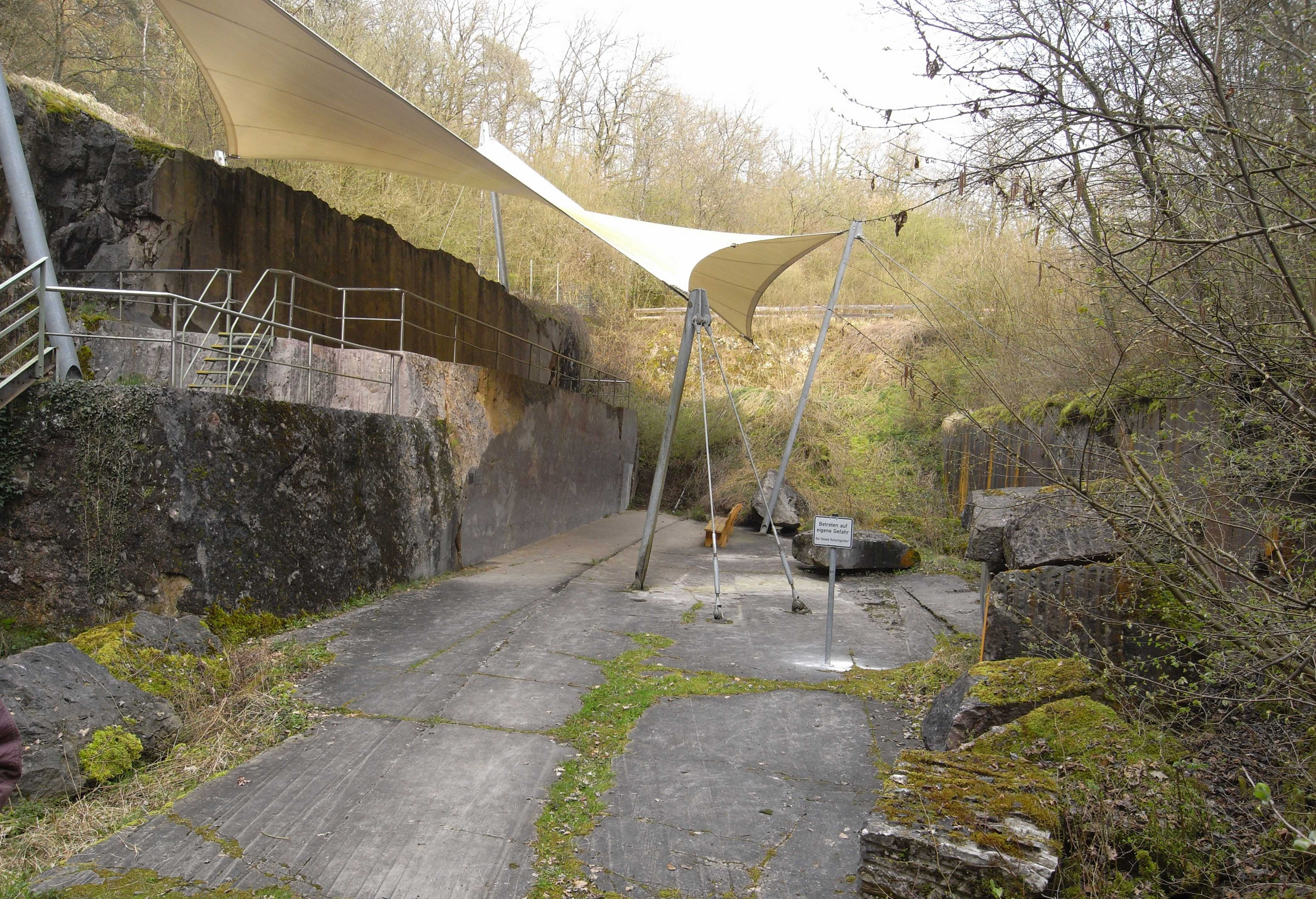
ウニカ採石場
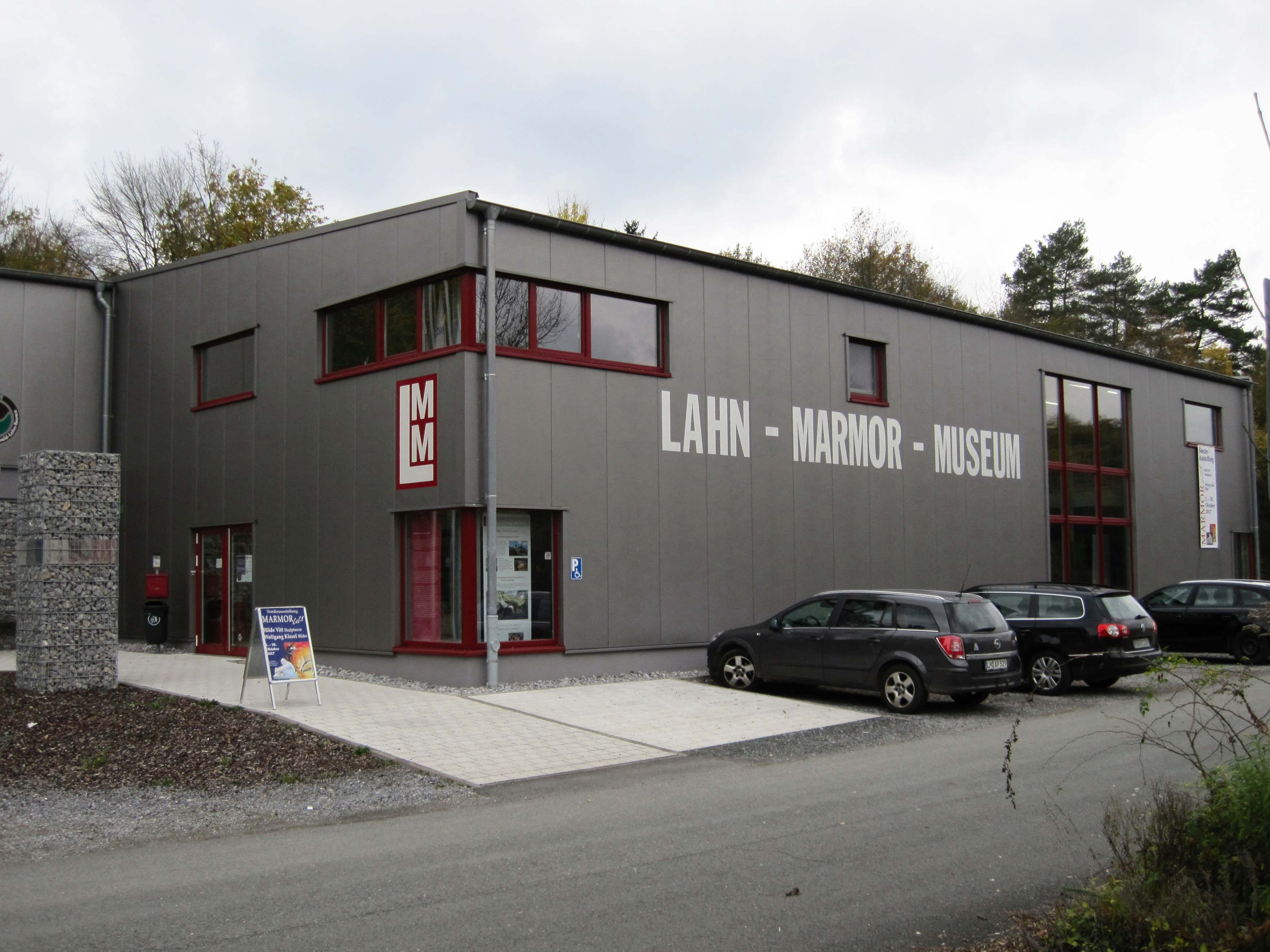
ラーン大理石博物館
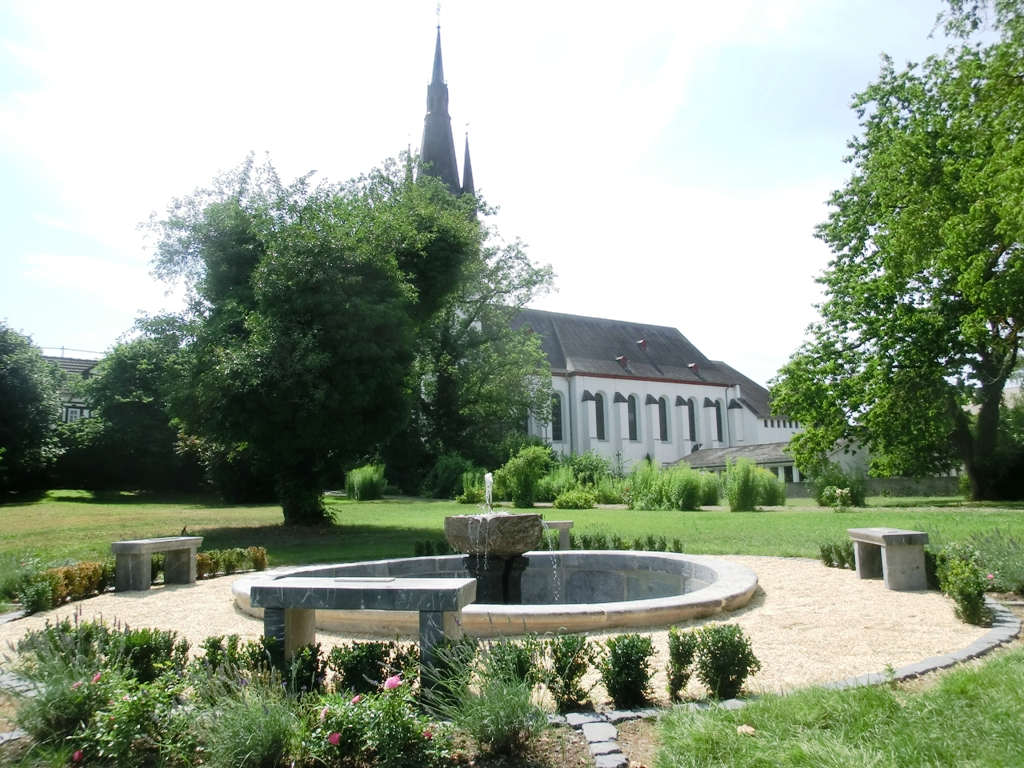
プファルガルテンの噴水
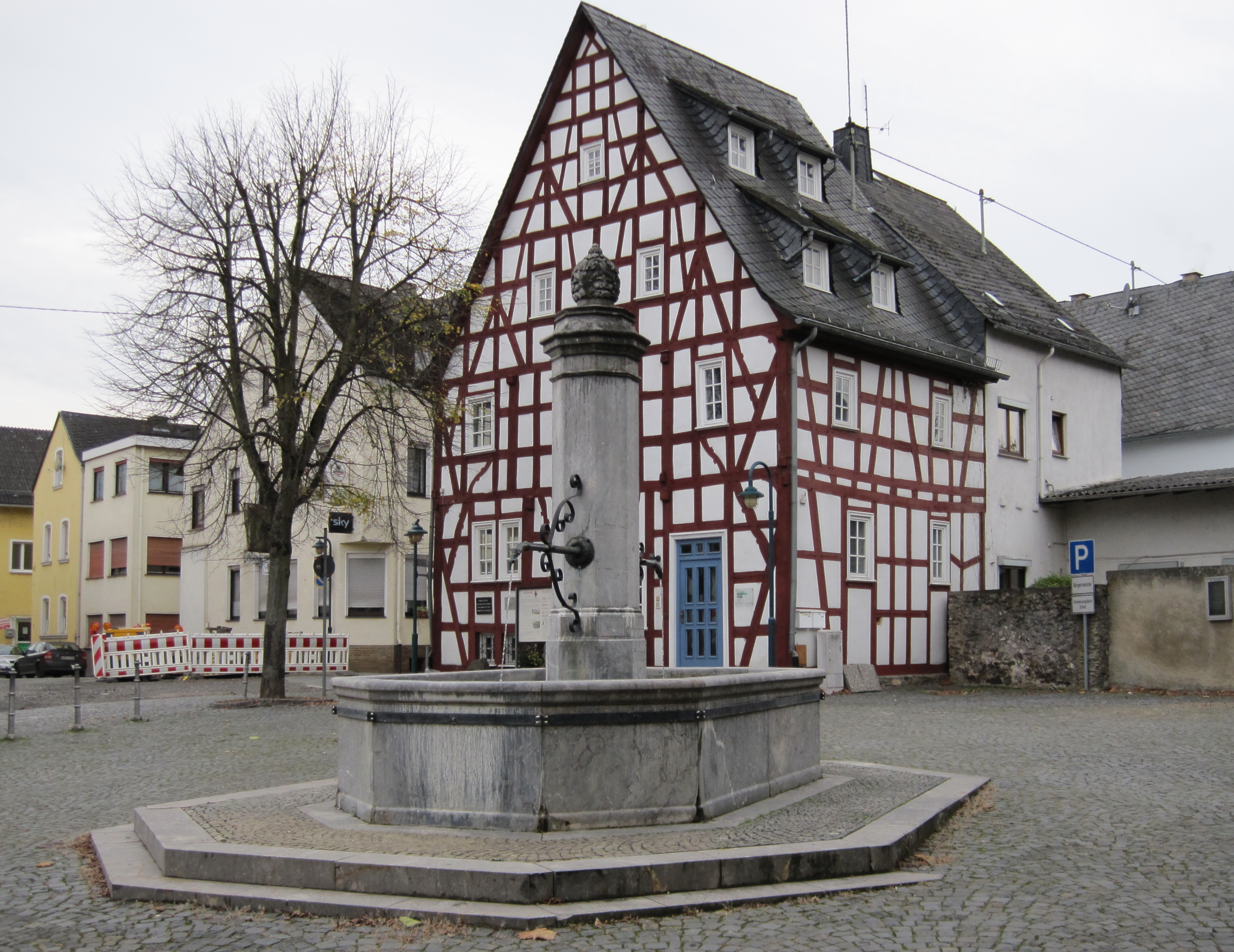
市役所前の泉

## 経済と社会資本
17世紀に銀が採掘された。しかしその産出はすぐに枯渇した。フィルマーの経済的重要性は、17世紀初め以降営まれている大理石加工によっている。1790年以降、フィルマーには12箇所の採石場が証明されており、周辺に他の採石場もあった。20世紀後半にラーン大理石は安価な輸入品との競合に直面し、そのためにここでの採掘は低迷した。加工業は存続したが、小規模事業者は（しばしば後継者不足のために）時代とともに減少していった。大規模事業者では、1865年に設立されたナッサウ大理石工場が1979年に破産し、その門を閉ざした。戦後、宗教建築の大口の仕事で知られていたエンゲルベルト・ミュラー石材加工も2001年に閉鎖された。フィルマーの採石場で採掘された資材が最後に用いられたのは、第二次世界大戦で大きな損傷を負ったマンハイムのイエズス教会の中央祭壇の再建であった。現在町内には4つの石材加工業者が活動している。
1950年代以降フィルマーは、わずかに観光業もある住宅地に変わっていった。就労者の大部分は、リムブルク・アン・デア・ラーン、ヴェッツラー、ギーセン、および交通の便の良さを活かしてライン＝マイン地方で収入を得ている。

### 交通

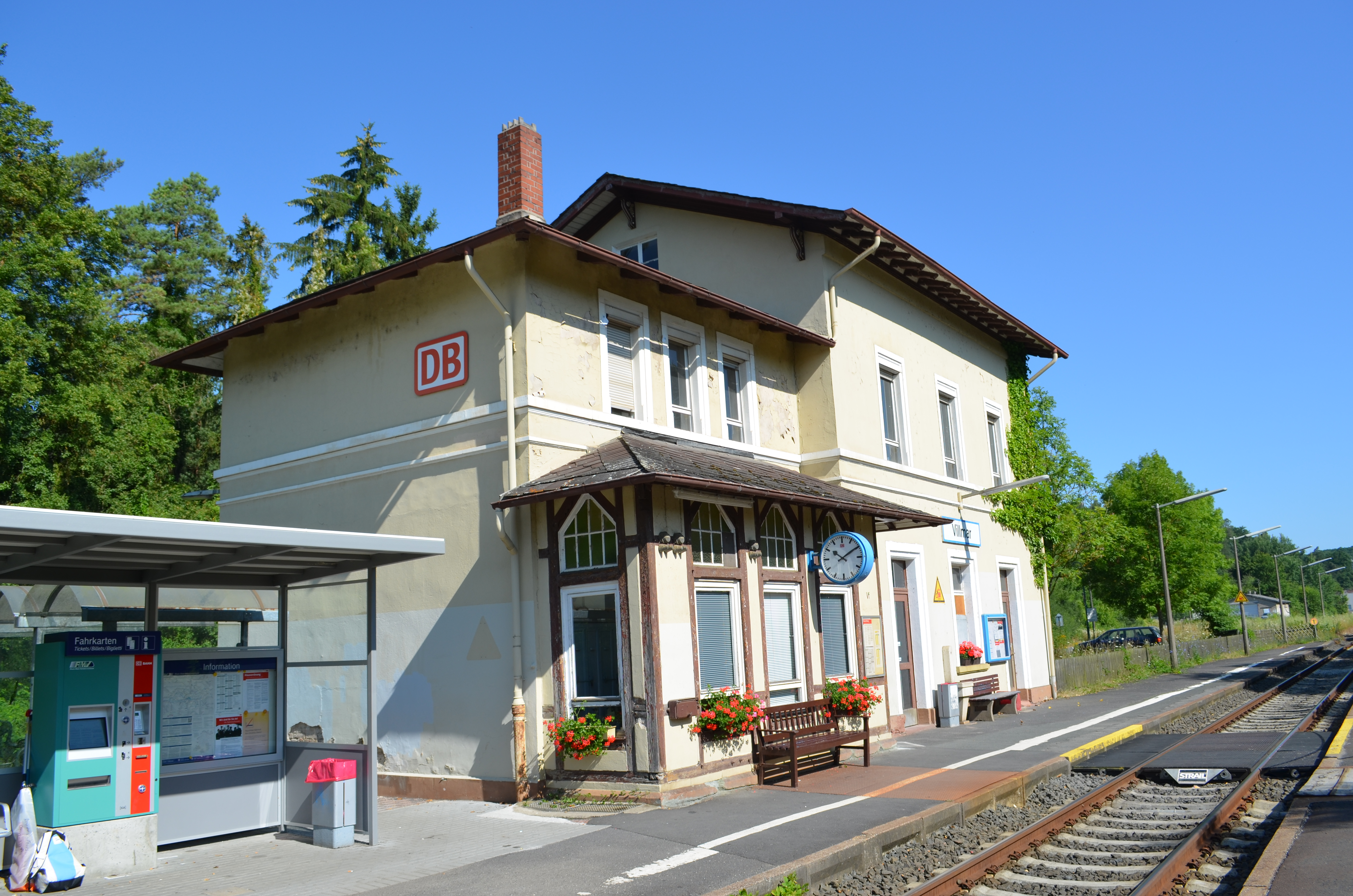
フィルマー駅

フィルマーは、10 km 離れたアウトバーン A3号線のリムブルク南インターチェンジ経由で広域道路網に接続している。
町内には、ラーンタール鉄道コブレンツ - リムブルク - フィルマー - ヴェッツラー - ギーセン線のフィルマー駅とアウメナウ駅がある。この路線のリムブルク - ギーセン間を、ヘッセン州立鉄道のレギオナルバーンが運行している。最寄りの広域鉄道の駅は、ケルン - ライン/マイン高速鉄道のリムブルク南駅である。
フィルマーは、中核地区とアウメナウ地区およびファルケンバッハ地区が連邦水路ラーン川に面している。ラーン川沿いを通行量の多い自転車道 R7号線が通っている。

### 教育
フィルマーには、基礎課程・本課程・実科学校のヨハン＝クリスティアン＝ゼンケンベルク＝シューレと、アウメナウ地区に基礎課程学校がある。上級の学校は、リムブルク、ヴァイルブルク、ヴァイルミュンスターの学校に進学する。

### 公共機関
- 町立保育園ヴィラ・クンターブント、フィルマー
- 町立保育園クライネ・ラウペ、アウメナウ
- 町立幼稚園シュパッツェンネスト、ゼールバッハ
- 町立幼稚園ウンター・デム・レーゲンボーゲン、ヴァイヤー
- カトリックの保育園（託児所を併設）聖アガータ、フィルマー
- フィルマー消防団
- アウメナウ消防団
- ゼールバッハ消防団
- ファルケンバッハ消防団
- ラングヘッケ消防団
- ヴァイヤー消防団